# Leena Sibelius
Helena (Leena) Sibelius, född 24 april 1905 i Helsingfors, död där 20 juli 1994, var en finländsk läkare och ämbetsman.
Sibelius, som var dotter till professor Harald Fabritius och Olga Sofia Felicia Friedlaender, blev student 1923, filosofie kandidat och filosofie magister 1928, medicine kandidat 1942, medicine licentiat 1947 och specialist i nerv- och sinnessjukdomar 1950. Hon var assistent vid Statens agrikulturkemiska laboratorium 1929–1935, vid Lappviks sjukhus 1947–1950, medicinalråd vid Medicinalstyrelsen och chef vid sinnessjukavdelningen från 1952. 
Sibelius var amanuens vid Finlands Röda Kors sjukhus 1943–1944, läkare vid Krigsinvalidernas brödraförbunds hjärninvalidsjukhus i olika repriser 1945–1952, biträdande överläkare vid Lappviks sjukhus 1951, läkare vid Väestöliitto 1951 och sakkunnig i hjärn- och nervskador vid Statens olycksfallsbyrå 1952–1964. Hon var sekreterare i Neuropsykiatriska föreningen 1948–1950 och medlem i statliga kommittén för sinnessjukförordningen 1952. Hon var redaktör för tidningen Mielenterveys. Hon ingick 1929 äktenskap med bruksdisponent Johannes Gustaf Christian Sibelius (död 1940).